# Fawzi Boubia
 (avril 2023).
Fawzi Boubia, né en 1948 à Khémisset, est un intellectuel marocain.
Citoyen de l'Orient et de l'Occident, il œuvre en tant que professeur universitaire et écrivain d'expression allemande pour une culture du dialogue entre les deux rives de la Méditerranée.

## Biographie
Né en 1948 à Khémisset (Maroc), Fawzi Boubia est le fils du nationaliste et historien marocain Si Ahmed Boubia. Après l’école coranique et l’école publique arabe, il intègre les lycées de la Mission Française à Meknès (lycée Paul-Valéry) et à Rabat (lycée Descartes) où il obtient son Baccalauréat dans la section « Philosophie-Lettres ». En tant qu'adolescent déjà il avait rédigé un livre d'enseignement de l'arabe destiné aux élèves francophones, manuel reçu positivement par ses professeurs et par la Mission. Après le baccalauréat, il part en Allemagne pour suivre des études supérieures.
Diplômé de l’Université de Heidelberg (Master en Littérature et en Sciences Politiques, puis Doktor der Philosophie) et de la Sorbonne (Université Paris IV, Habilitation), Boubia est germaniste, philosophe, écrivain, et historien des relations entre l’Orient et l’Occident ; il publie en allemand, en français et en arabe. Il était responsable de la première Section d'Allemand au Maroc nouvellement créée en 1976 à l'Université Mohammed-V de Rabat et professeur de littérature et civilisation allemandes.
Il a également donné des cours aux universités de Heidelberg et de Karlsruhe et plusieurs conférences à travers le monde. Au début des années 1980, il initia avec le professeur Arnold Rothe et d'autres collègues les études maghrébines à l'université de Heidelberg. Il enseigne actuellement[Quand ?] à l’université de Caen où il a créé et dirigé pendant de longues années l'équipe de recherche Voi(es)x de l'exil et des migrations.

## Œuvre
Fawzi Boubia est l’auteur d’une dizaine de livres et de nombreux articles scientifiques. Il a publié notamment un ouvrage sur la politique et le théâtre au XVIIIe siècle et un roman qui est considéré comme le premier roman marocain[Par qui ?] (écrit au Maroc) en langue allemande : Heidelberg-Marrakesch, einfach.
À l’occasion de son invitation au festival littéraire de Rauris en Autriche (Rauriser Literaturtage, 1997) pour présenter son roman Heidelberg-Marrakesch, einfach, il récita et publia son premier poème d’expression allemande Scheherezade in dürftiger Zeit.
Ses publications tournent autour de plusieurs problématiques : exil et migration ; théorie de l’altérité et de la littérature universelle (Goethe) ; philosophie de l’exclusion (Hegel) ; philosophie de la négativité (Rousseau) ; communication interculturelle ; orientalisme et occidentalisme ; le Printemps Arabe en tant que troisième « Nahda » (Renaissance) ; l’islam comme partie intégrante de l’Europe.
Dans un article publié à l’occasion du Printemps arabe en arabe, il inventa le concept arabe « irhalocratie » الإرحلوقراطية (pouvoir de destitution de l’exécutif grâce à des élections libres selon la philosophie politique du rationalisme critique), destiné à remplacer le terme « démocratie », souvent galvaudé par les potentats en Orient. Et bien avant le premier soulèvement populaire qui eut lieu en Tunisie, il dénonça dans une interview en arabe accordée en 2010 à la télévision allemande (Deutsche Welle TV) les tabous qui bloquent tout processus d’émancipation dans le monde arabe et qui concernent essentiellement la place de la religion dans la société, la politique, la sexualité etc.
En janvier 2014 Boubia a l’honneur de présenter en Allemagne son recueil de poèmes Arabischer Divan in der Sprache Goethes. Il a récité ses poèmes rédigés directement en allemand devant l’Académie de Stuttgart (Akademie für gesprochenes Wort) et à Tübingen dans la Tour de Hölderlin, ce temple de la poésie universelle.

## Prix et distinctions
- Concours Général : Langue et littérature arabes, 1967.
- Chercheur de la Fondation Alexander von Humboldt-Stiftung (1983–1984)[17]
- Membre Fondateur & membre du conseil de direction de la Société pour une germanistique interculturelle (Gesellschaft für interkulturelle Germanistik, années 1980 et 90)[18]
- Membre du comité scientifique de l’Université euro-arabe (avec Mohamed Aziza, années 1980)[19]
- Membre du conseil scientifique de l’Institut Transcultura avec Umberto Eco et Alain Le Pichon (années 1880)[20]
- Conférence plénière au Septième Forum philosophique Le Monde-Le Mans (1995)[21]
- Écrivain invité au festival littéraire de Rauris en Autriche (Rauriser Literaturtage, mars 1997) à l’occasion de la parution de son roman Heidelberg-Marrakesch, einfach aux Éditions Kinzelbach (Mayence, 1996)[22]
- Professeur invité au Centre de Recherches littéraires et culturelles de Berlin (Zentrum für Literatur- und Kulturforschung, mai-juin 1999)[23]
- Membre de la commission consultative de l’UNESCO avec Tayeb Salih et d’autres écrivains en vue du lancement du « Plan Arabia »[24]
- Fondateur et directeur de l’équipe de recherche Voi(es)x de l'exil et des migrations de l’Université de Caen (1998-2005)[25]
- Séance inaugurale de la Fondation Espace du savoir Europe – Méditerranée (WEM) : La Méditerranée sur place - Série de manifestations du réseau allemand de la Fondation Anna Lindh ; Institut für Auslandsbeziehungen (ifa), Stuttgart, le 4 avril 2011[26].
- Équipe de recherche « Wertewelten » (Mondes des valeurs, depuis 2011)[27]
- Diplôme honorifique de la Faculté des Lettres et des Sciences Humaines de Rabat à l’occasion de la commémoration du 40e anniversaire des Études germaniques à l’Université Mohammed V dans le cadre du colloque 40 Jahre Deutsche Studien in Rabat: Rückblick und Perspektiven (mars 2016).
- 2022 Président de l'Akademie für west-östlichen Dialog der Kulturen.

## Publications

### Ouvrages individuels et collectifs
- Theater der Politik – Politik des Theaters (Lang-Verlag, Frankfurt, 1978)
- Heidelberg-Marrakesch, einfach. Roman, Kinzelbach-Verlag, Mainz, 1996
- Exil et Migration, Actes du colloque de Caen (Dir. MRSH, Caen 2003)
- قبائل زمور والحركة الوطنية Qaba’il Zemmour wa al-Haraka al-Wataniyya (Les tribus Zemmour et le mouvement national); Dir. publications de la Faculté des Lettres et des Sciences Humaines, Université de Rabat, 2003. 720p.
- الكتاب الغربي للمؤلف الشرقي Al-Kitab al-Gharbi li al-Mu’allif al-Charqui, Roman, Lit-Verlag, Wien, 2004
- Exil und Migration, Actes du colloque de Vienne (Dir. In: Das Verbindende der Kulturen, INST, Wien, 2004).
- Migrations, Emigrations- und Remigrationskulturen, Actes du colloque de l’Association Internationale de Germanistique, vol. 6 (Dir. en collaboration avec Anne Saint Sauveur-Henn et Frithjof Trapp), Peter Lang, 2007
- La pensée de l’universel, Goethe contre Hegel, Éditions Marsam, Rabat, 2007
- Hégire en Occident, Roman, Éditions Marsam, Rabat, 2012
- Von Deutschland lernen: Goethe und Hegel. Mit einem Geleitwort von Hans Christoph Buch, PalmArtPress, Berlin 2021, 318 Seiten.
- Mein West-Östlicher Divan, Roman, PalmArtPress, Berlin 2022.
- Goethes Dichtung als transkulturelles Zukunftsprojekt, Panel 2 der Internationalen Vereinigung für Germanistik (Palermo 2021), organisiert, moderiert und herausgegeben von Fawzi Boubia. Mit Beiträgen von Harald Seubert, Reinhard Knodt, Aleya Khattab, Manfred Osten und Hans-Christoph Buch. „Wege der Germanistik in transkultureller Perspektive (Band 1, Teil B)“, Peter Lang Verlag, Berlin 2022. ·
- Diwan al-Mu’allif al-Scharki - Ihda’ li al-Scha’ir al-Gharbi ديوان المؤلف الشرقي - إهداء. للشاعر الغربي . Marsam, Rabat, sous presse (2023).
- Hegel. Philosophie der Ausgrenzung, PalmArtPress, Berlin 2024.

ARTICLES SCIENTIFIQUES (Sélection)
ARTICLES EN LANGUE ALLEMANDE
- „Goethes Theorie der Alterität und die Idee der Weltliteratur“. In: Bernd Thum (Hg). Gegenwart als kulturelles Erbe. München, Iudicium, 1985. p. 269-301.
- „Das Fremde und das Eigene. Prolegomena zu einer interkulturellen Germanistik“. In: Langues et Littératures, V, 1986, p. 155-166.
- „Die Verfremdung der „Verfremdung“. Thesen zu einer interkulturellen Germanistik im arabischen Raum“. In: Informationen Deutsch als Fremdsprache, Nr. 1, 14. Jahrgang, Februar 1987, p. 28-33.
- „Legitimationsgrundlagen europäischer Studien im Maghreb“. In: Bernd Thum & Gonthier-Louis Fink (Hg). Praxis interkultureller Germanistik. Forschung – Bildung – Politik, München, Iudicium, 1993 (Podiumsdiskussion, p.165-191).
- „Der deutsch-arabische Diwan. Aspekte und hermeneutische Voraussetzungen arabischer Germanistik“. In: Jahrbuch für Internationale Germanistik, Jahrgang XXIX, 1997, Heft 2, S. 49–60.
- „Übersetzung und interkulturelle Kompetenz“. In: Übersetzen, verstehen, Brücken bauen, hg. v. Armin Paul Frank, Kurt-Jürgen Maaß, Fritz Paul und Horst Turk. Mit einer Einleitung von Horst Turk. Berlin, Erich Schmidt Verlag, 1993, p. 655-666.
- „Orientalischer Okzidentalismus: Die arabische Renaissance und Europa“. In: Blickwinkel. Kulturelle Optik und interkulturelle Gegenstandskonstitution, München, Iudicium, 1996, p. 947-967.
- „Rousseaus Philosophie der Negativität“. In: Ici et ailleurs: le dix-huitième siècle au présent. Hommages à Jacques Proust. Tokyo, Librairie-Éditions France Tosho, 1996, p. 269-284.
- „Jean-Jacques Rousseau: Erkenntnis und Widerspruch“. In: Zeitschrift für französische Sprache und Literatur, Band XCVII, Heft 2, 1987, p.115-123.
- „Elias Canetti in Marrakesch. Ein Spaniole auf der Suche nach der verlorenen Heimat“. In: Kulturelle Grenzziehungen im Spiegel der Literaturen: Nationalismus, Regionalismus, Fundamentalismus, hg. von H. Turk, B. Schultze und R. Simanowski, Göttingen, Wallstein, 1998, 284-298.
- „Exilliteratur und Entgrenzungskultur. Identität und Alterität bei Elias Canetti“. In: Literaturwissenschaft und politische Kultur. Eberhard Lämmert zum 75. Geburtstag, hg. v. Winfried Menninghaus und Klaus R. Scherpe, Stuttgart-Weimar, Metzler, 1999, p. 274-280.
- „Die Ringparabel im Exil. Judentum, Christentum und Islam bei Lion Feuchtwanger“. In: Akten des X. Internationalen Germanistenkongresses, Band 9, Wien 2000, S. 337–341.
- „Goethes Entwurf einer interkulturellen Kommunikation zwischen Orient und Okzident“. In: Kanon und Text in interkulturellen Perspektiven: „Andere Texte anders lesen“, 4. Kongress der „Gesellschaft für Interkulturelle Germanistik“ und der Universität Salzburg, Kaprun, 23-27. September 1998, hg. von M. Auer und U. Müller, Stuttgart 2001, S. 67–80.
- „Zivilgesellschaft in Marokko – Zwischen Tradition und Moderne“. In: Zivilgesellschaft – DIE Herausforderung. Herausgegeben von der Kulturinitiative GLOBART, Wien New York, Springer 2006, S. 116–121.
- „Identitätsparadigmen und Paradigmendissidenz. Der Islam als Bestandteil der europäischen Kultur“. Akten XII. Kongresses der Internationalen Vereinigung für Germanisten, Band 6: Nationale und transnationale Identitäten in der Literatur, Lang-Verlag, Frankfurt am Main 2012, S. 103–113.
- „Vertrauen zwischen Orient und Okzident“. In: Heinz-Dieter Assmann, Frank Baasner, Jürgen Wertheimer (Hrsg.), Vertrauen, Forschungsprojekt „Wertewelten“ der Universität Tübingen, Nomos-Verlag, Baden-Baden, 2014, S. 179–192.
- „Goethe versus Hegel. Die Welt als Denkhorizont“. In: Heinz-Dieter Assmann, Frank Baasner, Jürgen Wertheimer (Hrsg.), Grenzen, Forschungsprojekt „Wertewelten“ der Universität Tübingen, Nomos-Verlag, Baden-Baden, 2014, S. 37–53.
- „Irhalokratie im Arabischen Frühling. Von der Revolution zum Rechtsstaat?“. In: Heinz-Dieter Assmann, Frank Baasner, Jürgen Wertheimer (Hrsg.), Republik. Ursprünge, Ausgestaltungen, Repräsentationen eines scheinbar universellen Begriffs, Forschungsprojekt „Wertewelten“ der Universität Tübingen, Nomos-Verlag, Baden-Baden, 2014, S. 85–97.
- „Es körpert! Es outet! Es scheint! Westöstliche Herausforderungen an die Seele, die Innerlichkeit und das Sein“. In: Arno Böhler, Krassimira Kruschkova, Susanne Valerie (Hrsg.), Wissen wir, was ein Körper vermag? Rhizomatische Körper in Religion, Kunst, Philosophie, Ringvorlesung des Philosophischen Instituts der Universität Wien (WS 2012–2013), Transcript-Verlag, Bielefeld, 2014, S. 89–102.
- “Martin Heidegger und Saint-Exupéry. Die Einsamkeit des Universums und die Lösung der Geheimnisse der Welt dank der Bedeutung der Dichtung”. Jahrestagung der Martin-Heidegger-Gesellschaft, 2021, Schloss Meßkirch, Schriftenreihe Band 14: "...was bleibt aber..." Neue Beiträge zu Heideggers Kunstphilosophie , Exaiphnes Editionen, 2023, S.195-210.
- "Goethes unglaubliche Reise nach China". In: Menschen und Handeln im Zeichen transkulturellen Denkens. Festschrift für Laura Auteri. Jahrbuch für Internationale Germanistik, Reihe A - Band 148, Peter Lang, Lausanne 2023, S. 39-45.
- "IRHALOKRATIE. Zur Umsetzung westlicher Werte im Orient". In: Korrespondenzen. Philosophie, Kunst und Wissenschaft im Dialog, Gedenkschrift für Reinhard Knodt, Hrsg. von der Akademie für west-östlichen Dialog der Kulturen, PalmArtPress, Berlin 2024, S.126-134.

ARTICLES en langue française
- Littérature universelle et altérité. In: Diogène, Nummer 141, Januar–März 1988, S. 80–104.
- Jean-Jacques Rousseau: Connaissance et contradiction. In: Langues et Littératures., Bände VI-VII, 1987–1988, S. 35–44.
- Littérature maghrébine et littérature universelle. In: Littérature maghrébine & littérature mondiale. Actes du colloque de Heidelberg. 14.–16. Oktober 1993. Charles Bonn & Arnold Rothe (éds.): Littérature maghrébine et littérature mondiale. Würzburg, Königshausen & Neumann, 1995. S. 15–24.
- Hegel: philosophie et intolérance. In: Jusqu'où tolérer? Septième Forum Le Monde Le Mans, Textes réunis et présentés par Roger-Pol Droit., Paris, Le Monde-Éditions, 1996, S. 282–302 (Diskussion: S. 303–309).
- Goethe et l'Orient: Un voyage dans le monde de la sensibilité altéritaire. Actes du Colloque international à l'occasion du 250e anniversaire de la naissance de Johann Wolfgang Goethe, 29 mars – 2 avril 1999, Université de Paris-Sorbonne: L’Un, l’Autre et le Tout, sous la direction de Jean-Marie Valentin. Klincksieck, Paris 2000, S. 79–89.
- Sensibilité altéritaire et culture transgressive dans la littérature de l’exil: Elias Canetti. In: Actes du colloque international de l’Association des Germanistes de l’Enseignement Supérieur: Seuil(s), limite(s) et marge(s), l’Harmattan, Paris 2001, S. 269–279 (veranstaltet in Zusammenarbeit mit l’équipe de recherche Voi(es)x de l’Exil et des Migrations).

ARTICLES EN LANGUE ANGLAISE
- Universal Literature and Otherness. In: Diogenes, Nummer 141, Spring 1988, S. 76–101.
- Hegel's Internationalism: World History and Exclusion. In: Internationalism in Philosophy. Sondernummer der Zeitschrift Metaphilosophy, Band, Nummer 4, Oktober 1997, S. 417–432.

ARTICLES EN LANGUE ARABE
- al-mucharri' ua as-siyassa ua al-masrah المشرع والسياسة والمسرح („Der Gesetzgeber, die Politik und das Theater“). In: Revue de la Faculté des lettres et des sciences humaines, Université Mohammed V, 2, Rabat, 1977, S. 245–258.
- „al-adab al-'âlamî ua ichkâliyat al-ghaïriya“ الأدب العالمي وإشكالية الغيرية („Die Weltliteratur und die Problematik der Alterität“). In: al-taqâfa al-'âlamiya, vol. 35, juillet 1987, S. 144–173.
- „al-adab al-'âlami ua al-ghaïriya“ الأدب العالمي والغيرية („Weltliteratur und Alterität“). In: Mawâqif, Band 56, 1988, S. 154–175.
- Irhal ! min ad-Dimokratia ila al-Irhalokratia (Verschwinde! Von der Demokratie zur Irhalokratie.) In: al-Quds al-Arabi, 15. März 2011.
- ارحل من الديمقراطية الى الإِرْحَلُوقراطية („Verschwinde! Von der Demokratie zur Irhalokratie“).Link